# Rocca Cigliè
Rocca Cigliè là một đô thị tại tỉnh Cuneo trong vùng Piedmont của Italia, vị trí cách khoảng 70 km về phía đông nam của Torino và khoảng 35 km về phía đông của Cuneo. Tại thời điểm ngày 31 tháng 12 năm 2004, đô thị này có dân số 149 người và diện tích 7,3 km².
Rocca Cigliè giáp các đô thị: Castellino Tanaro, Cigliè, Clavesana, Marsaglia và Niella Tanaro.